# Gran santuari de Kasuga
El Gran Temple de Kasuga (Kasuga-taisha) és un temple jinja (xintoista) de la ciutat de Nara, a la província de Nara, Japó. Fundat al 769, i reconstruït algunes vegades al llarg dels segles, és el temple del clan Fujiwara. L'interior és famós per les seues làmpades de bronze, així com les de pedra que duen al temple.
L'estil arquitectònic Kasuga-zukuri duu el nom de l'honden (santuari) del Temple de Kasuga.
El Temple de Kasuga i el Bosc Primordial de Kasugayama, a prop seu, són registrats com a Patrimoni de la Humanitat de la UNESCO dins dels "Monuments històrics de l'Antiga Nara".
El camí cap al Temple de Kasuga passa pel Parc dels Cérvols, on els animals són lliures i es creu que són missatgers sagrats dels déus xintoistes que habiten el temple i els terrenys muntanyencs de la zona. El Kasuga-taisha i els cérvols van ser presentats en pintures i obres d'art del període Nambokucho. Més de tres-centes làmpades de pedra s'alineen en el camí. El Jardí Botànic de Manyo és a la vora del temple.

## Història
El temple fou objecte del mecenatge imperial durant l'inici del període Heian. Al 965, l'emperador Murakami va decretar que els missatgers duguessen relats escrits d'esdeveniments importants per al kami guardià del Japó. Aquests heihaku es presentaren inicialment en 16 temples, incloent-hi el temple d'Inari.
De 1871 a 1946, el Kasuga-taisha es nomenà oficialment un kanpei-taisha (官幣大社), que significa que fou el temple més recolzat pel govern.

## Festes
Durant les festes de Setsubun Mantoro (2-4 de febrer) i Obon Mantoro (14-15 d'agost), els centenars de làmpades del Kasuga-taisha s'encenen totes alhora.
El 13 de març, hi ha el Kasuga Matsuri ('Festa del Mico'), que presenta performances de balls de gagaku i bugaku.

## Bosc Primordial de Kasugayama
El Bosc Primordial de Kasugayama és un bosc primari de prop de 250 ha prop del cim del Kasugayama (498 m), i conté 175 tipus d'arbres, 60 tipus d'ocells i 1.180 espècies d'insectes.
En l'àrea veïna al Kasuga-taisha, la caça i l'extracció de fusta es van prohibir del 841 ençà; i com el Kasugayama ha estat vinculat a l'adoració de Kasuga-taisha, es considera un turó sagrat. Les imatges dels edificis del Kasuga-taisha amb el bosc com un llenç de fons foren un escenari inalterat des del període Nara.

## Imatges

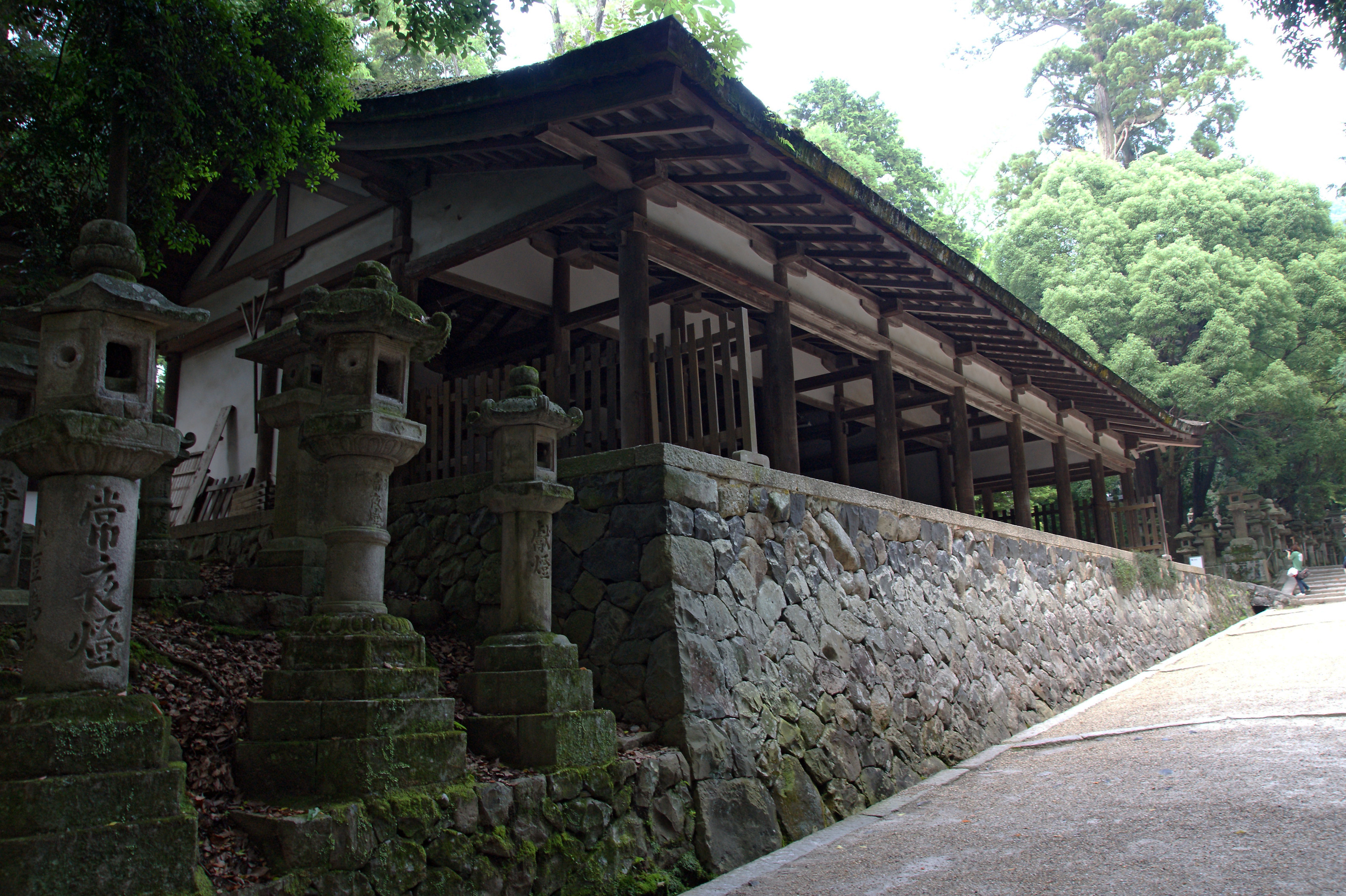
Chakutoden
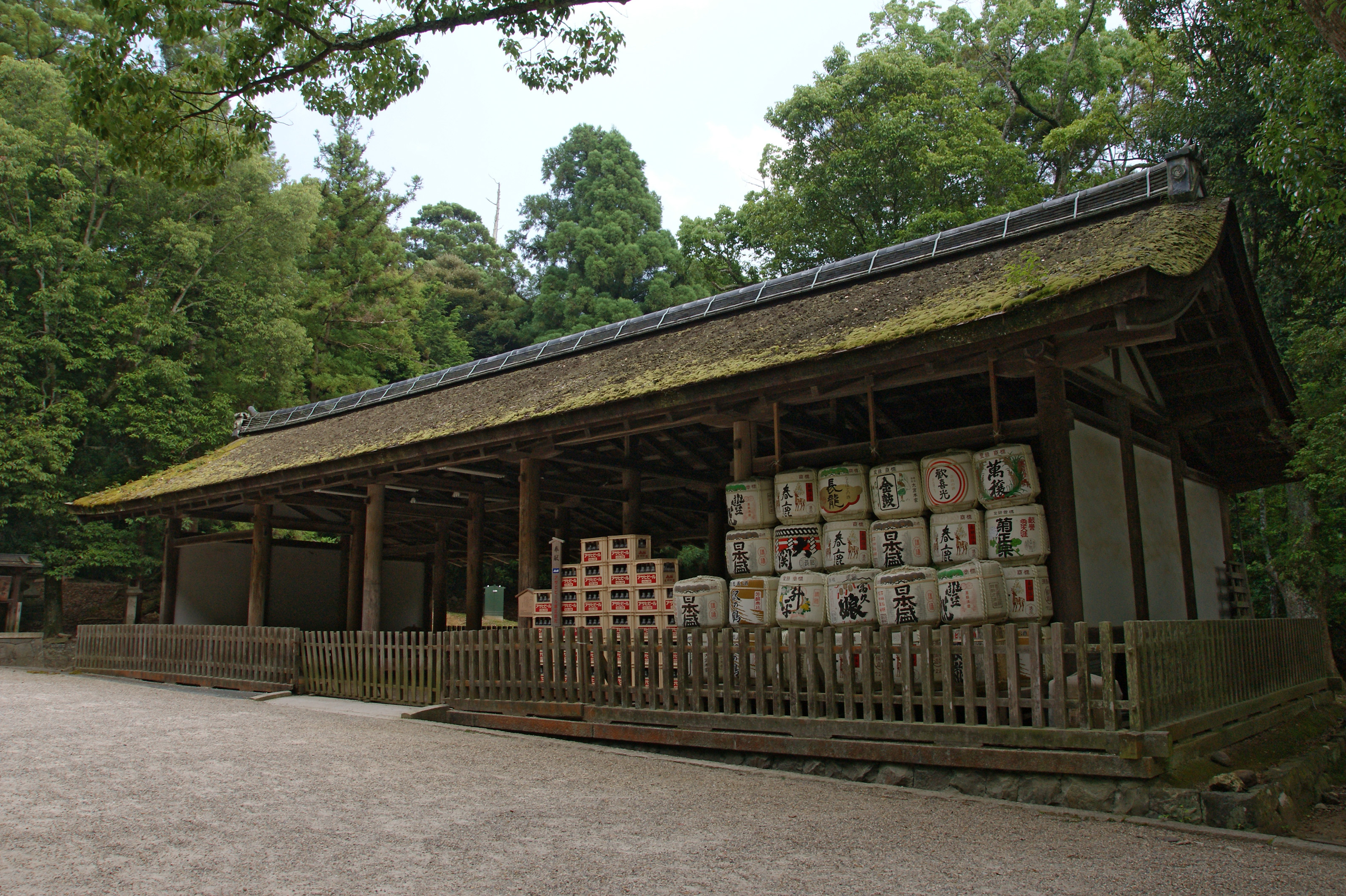
Kurumayadori
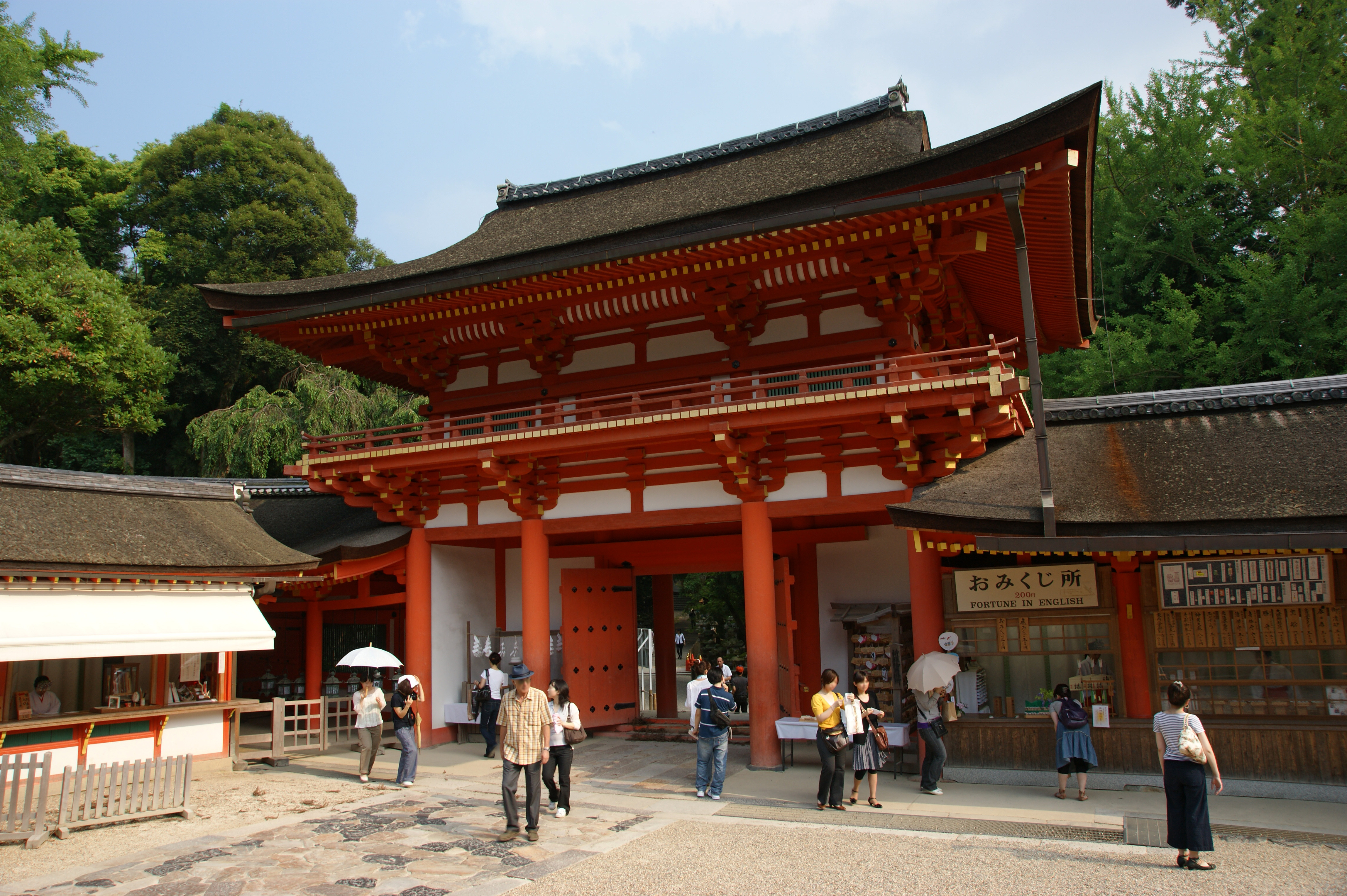
Minamimon
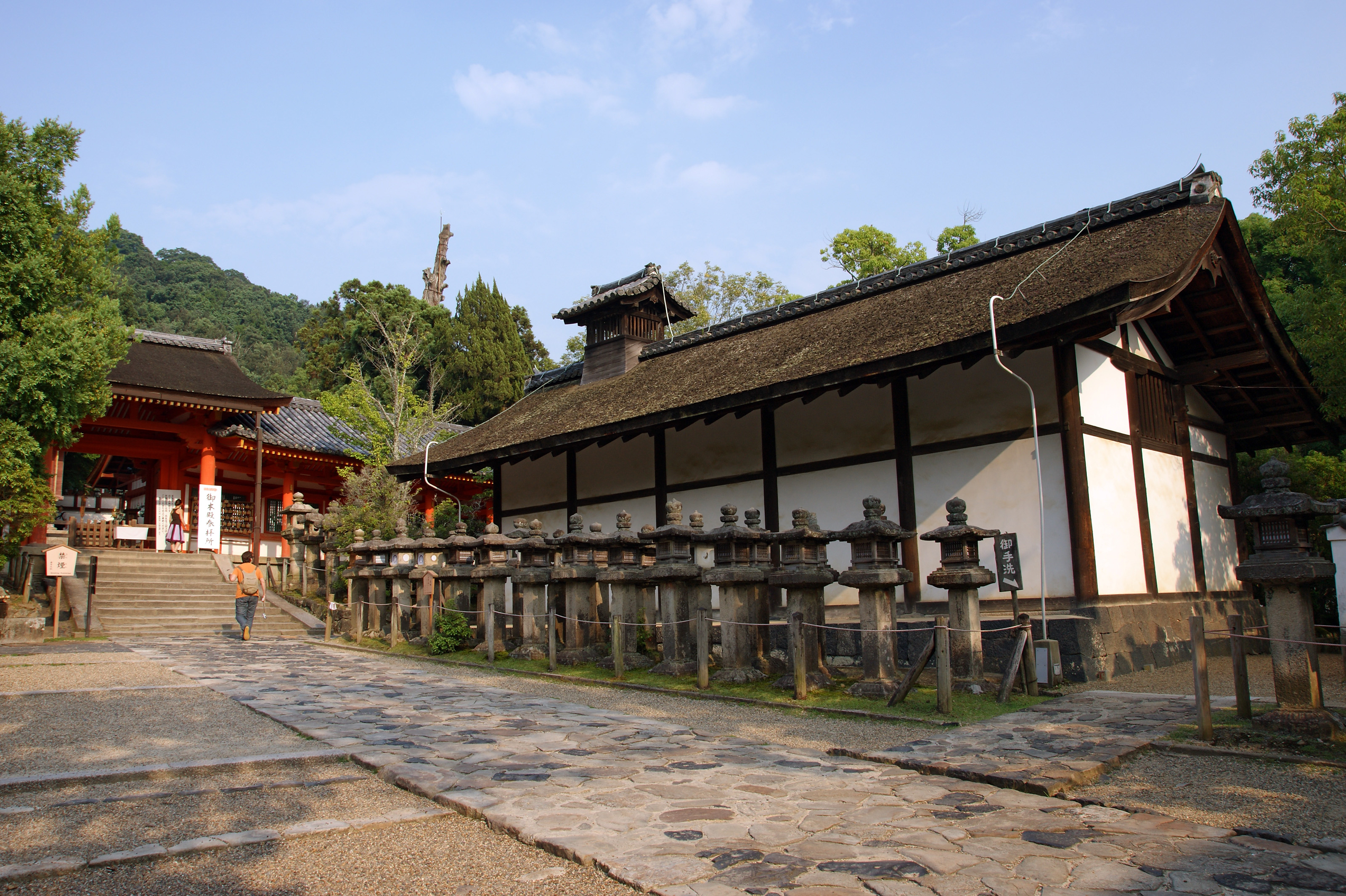
Sakadono
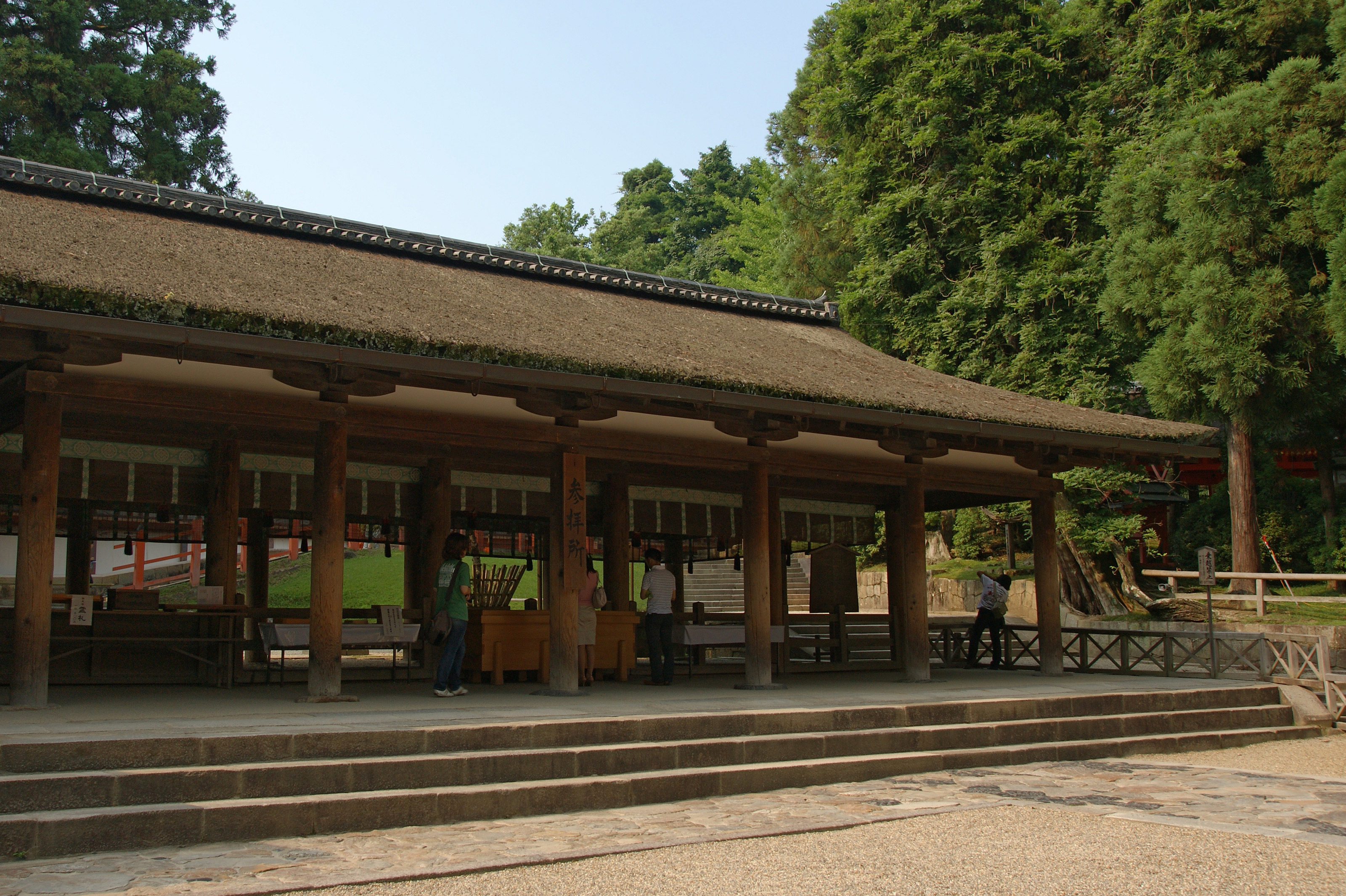
Heiden, Buden
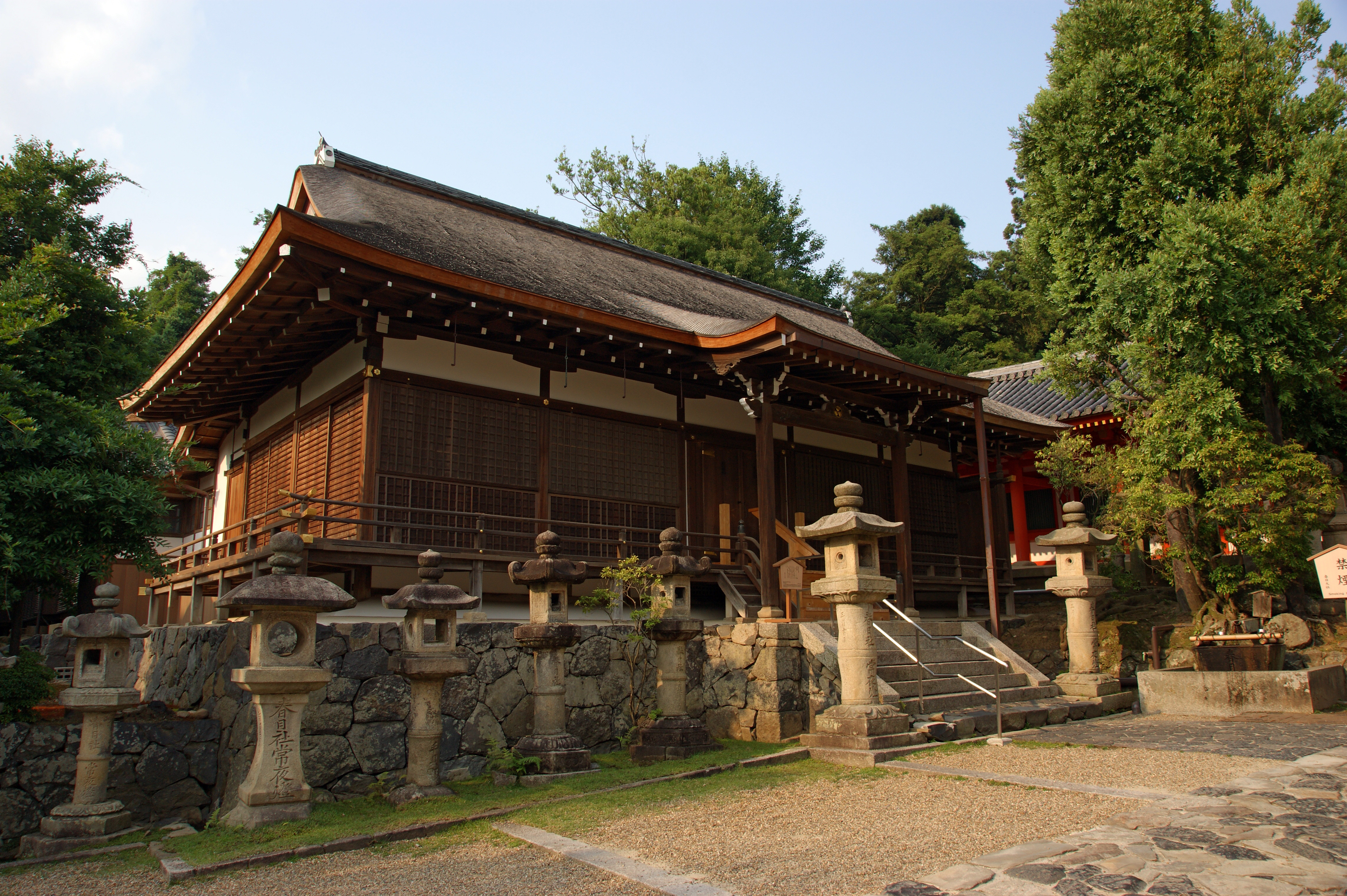
Keishoden
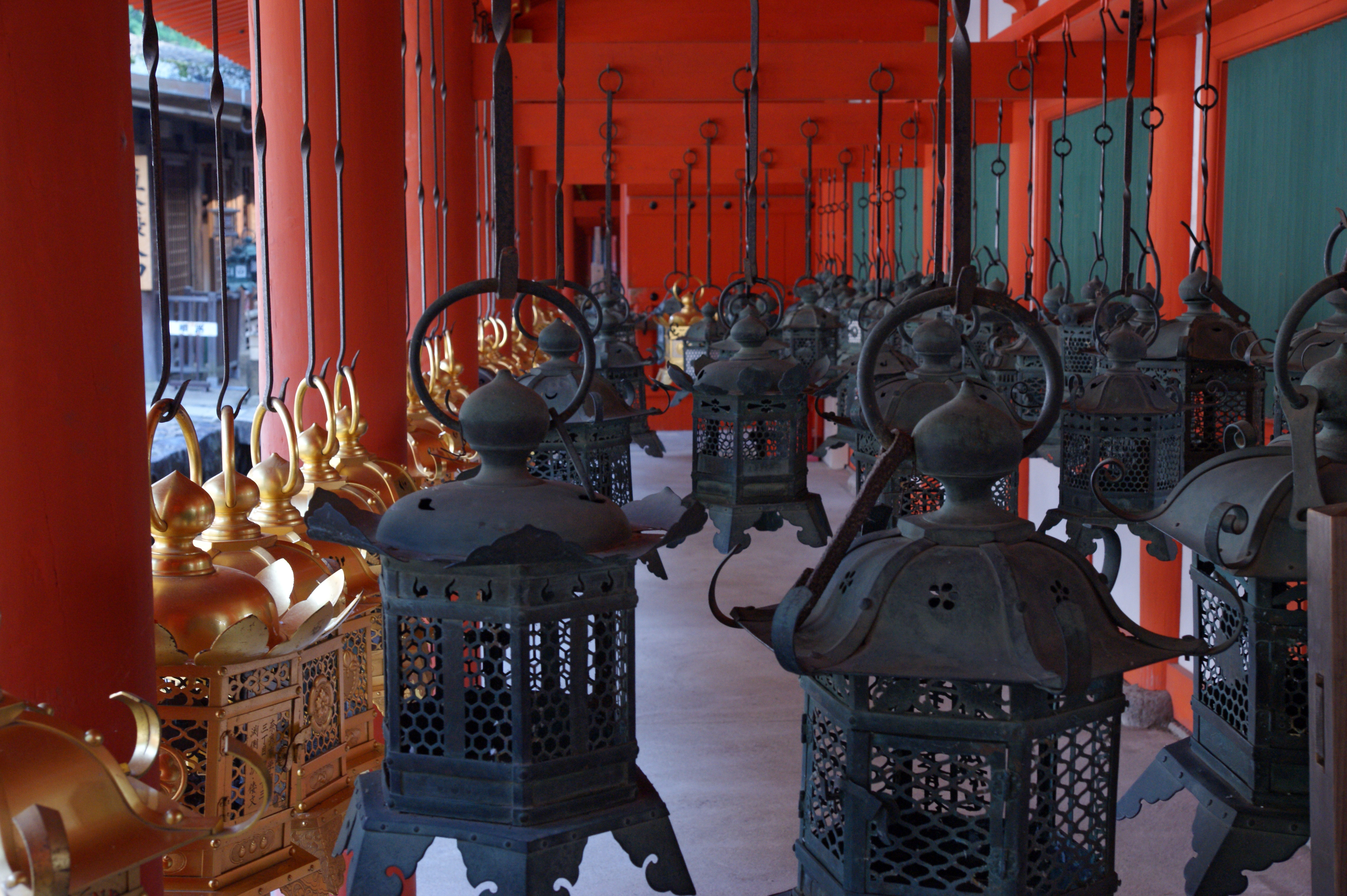
Làmpades
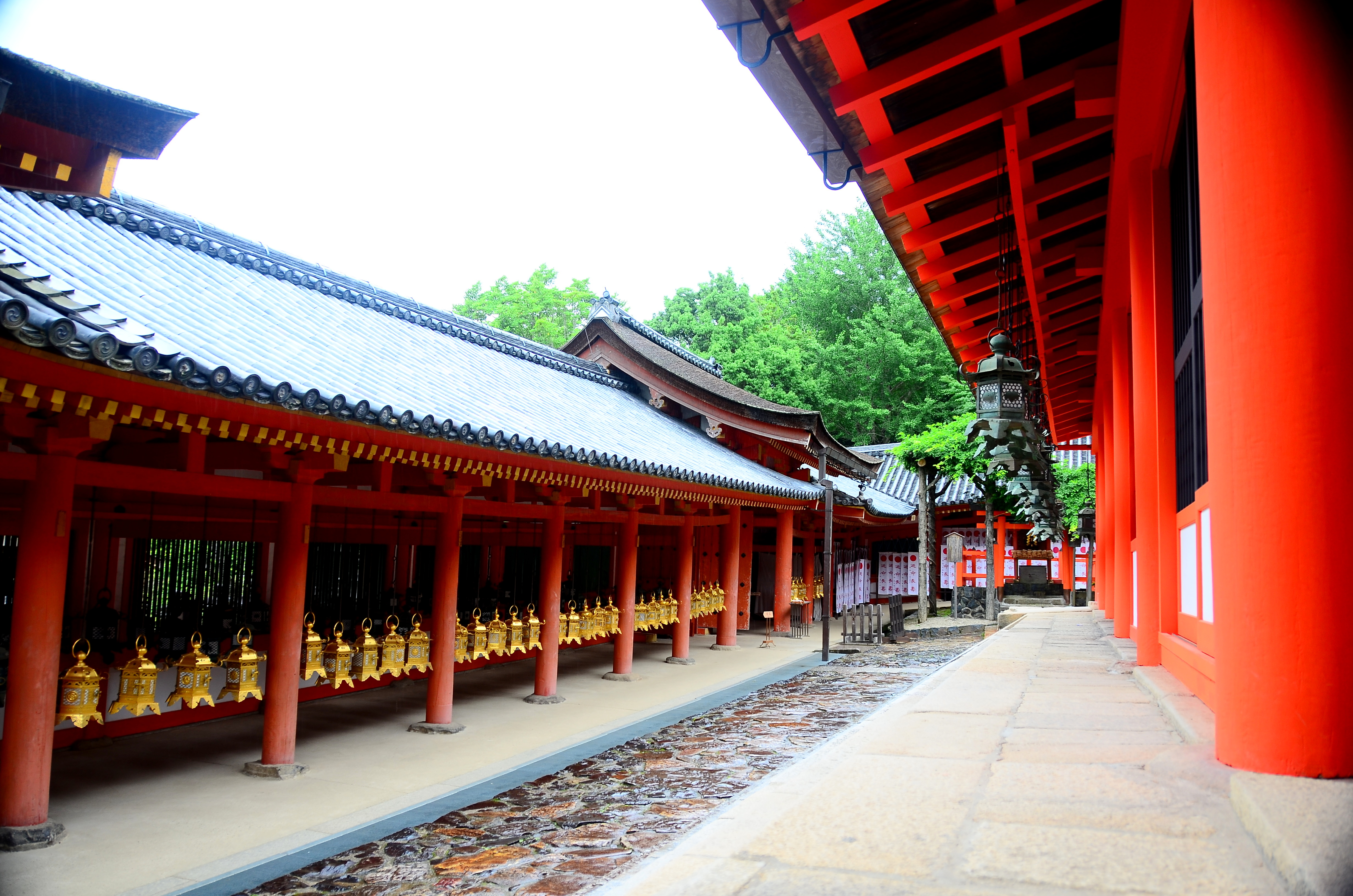
Corredors en el conjunt del temple
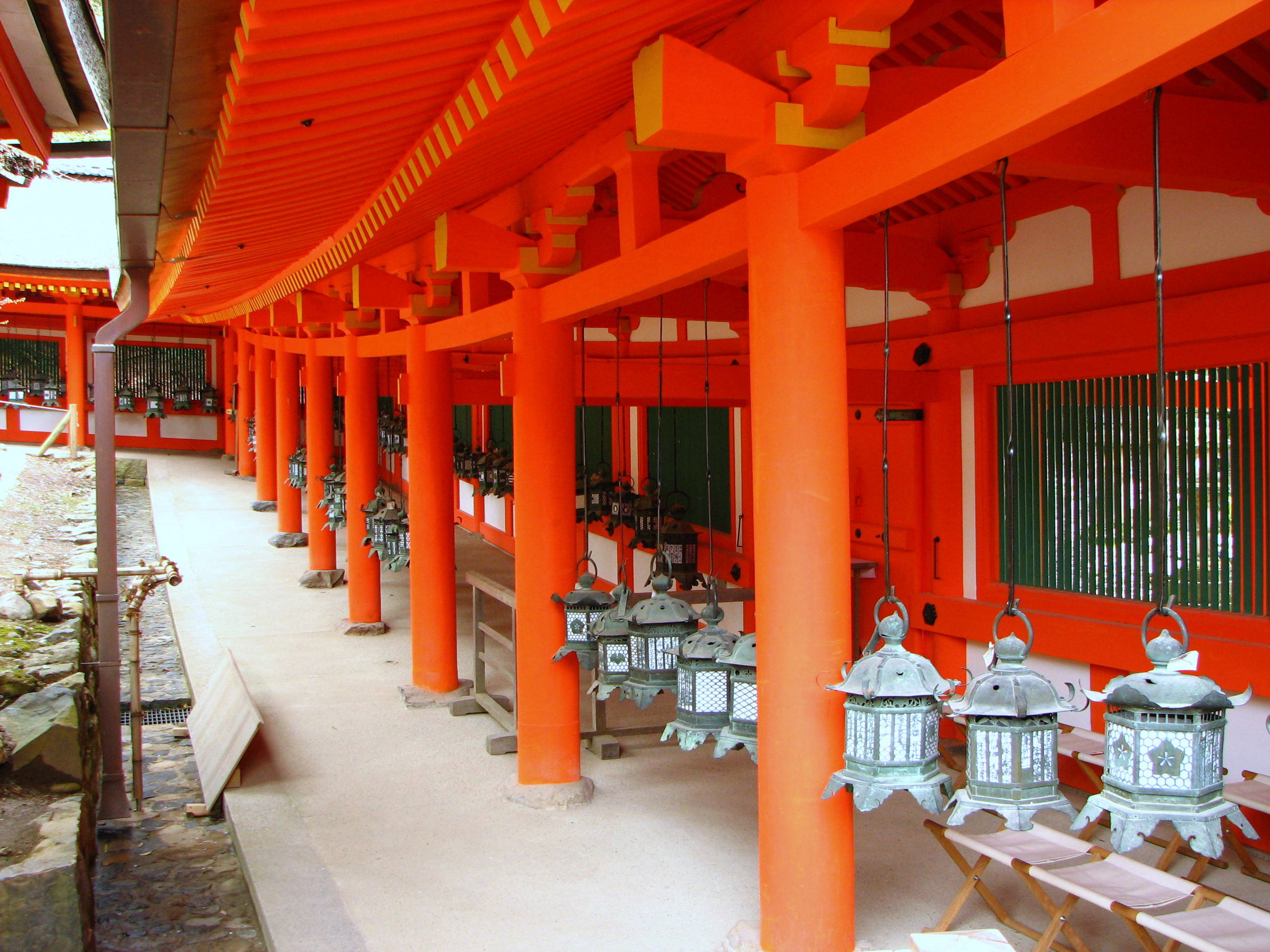
Làmpades
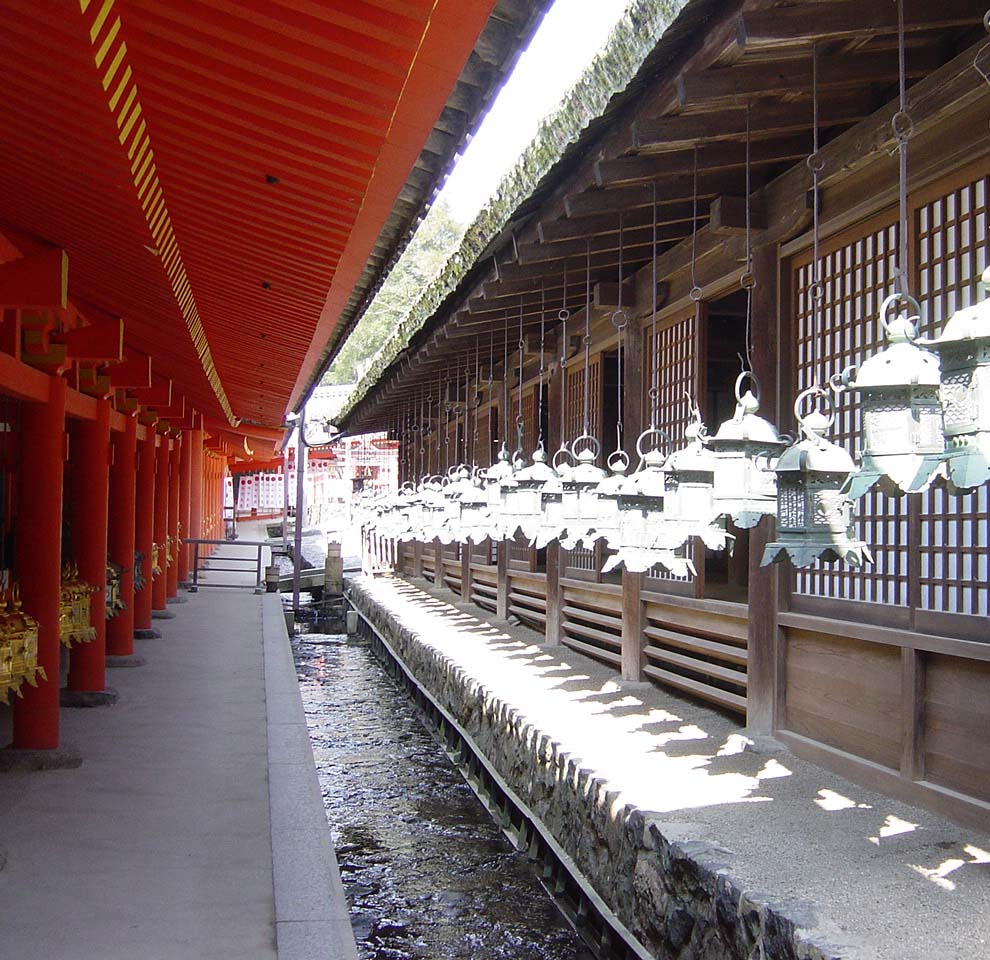
Làmpades de bronze
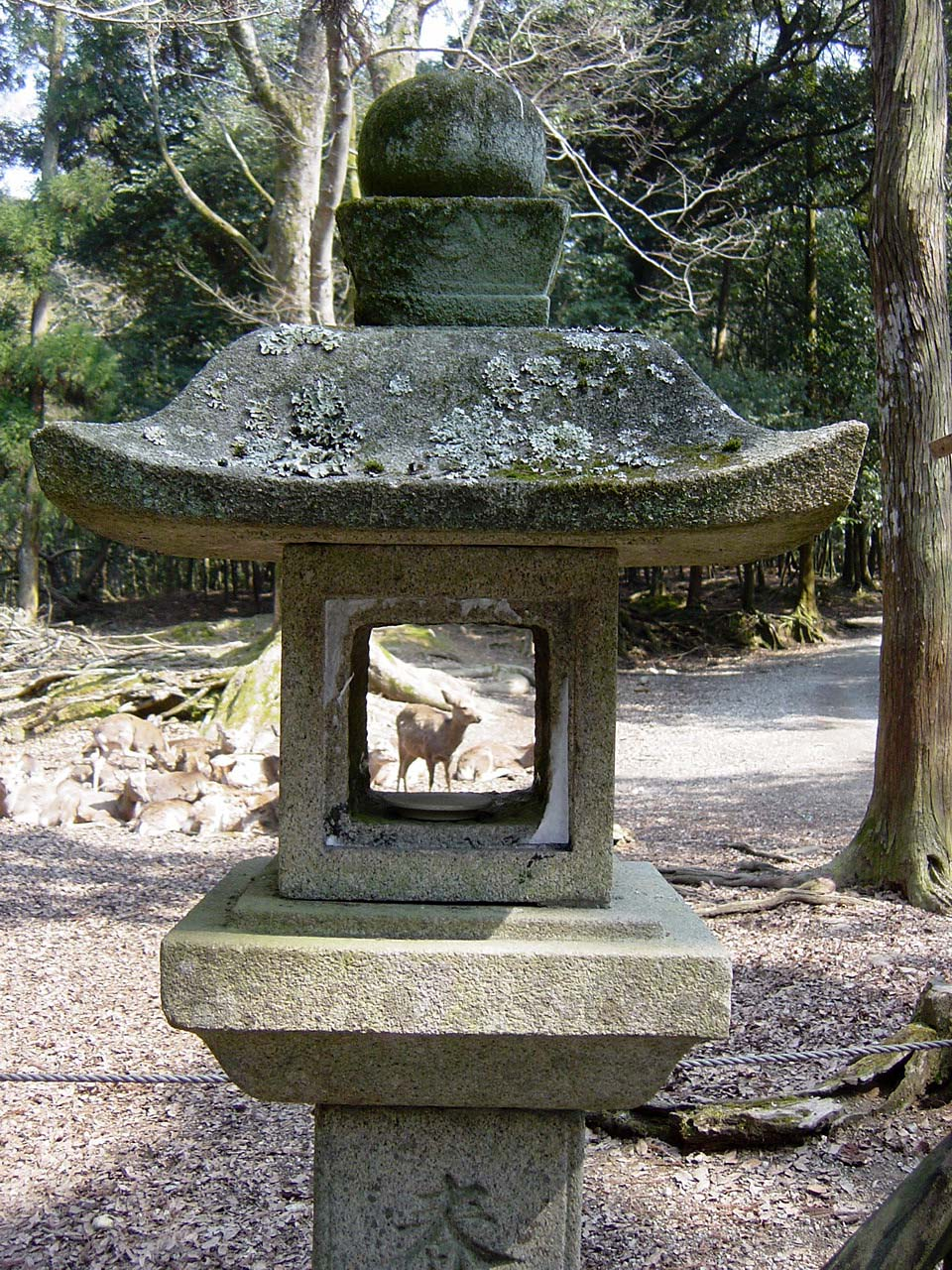
Làmpada de pedra que duu al santuari emmarcant un cervo del Parc de Nara
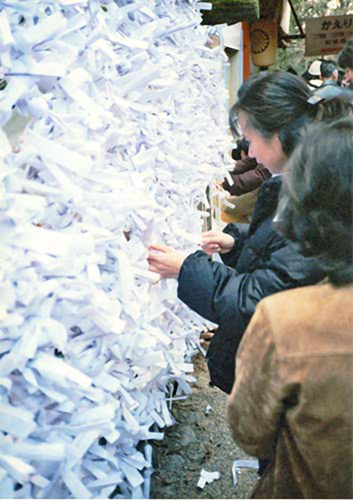
Omikuji al Kasuga-taisha
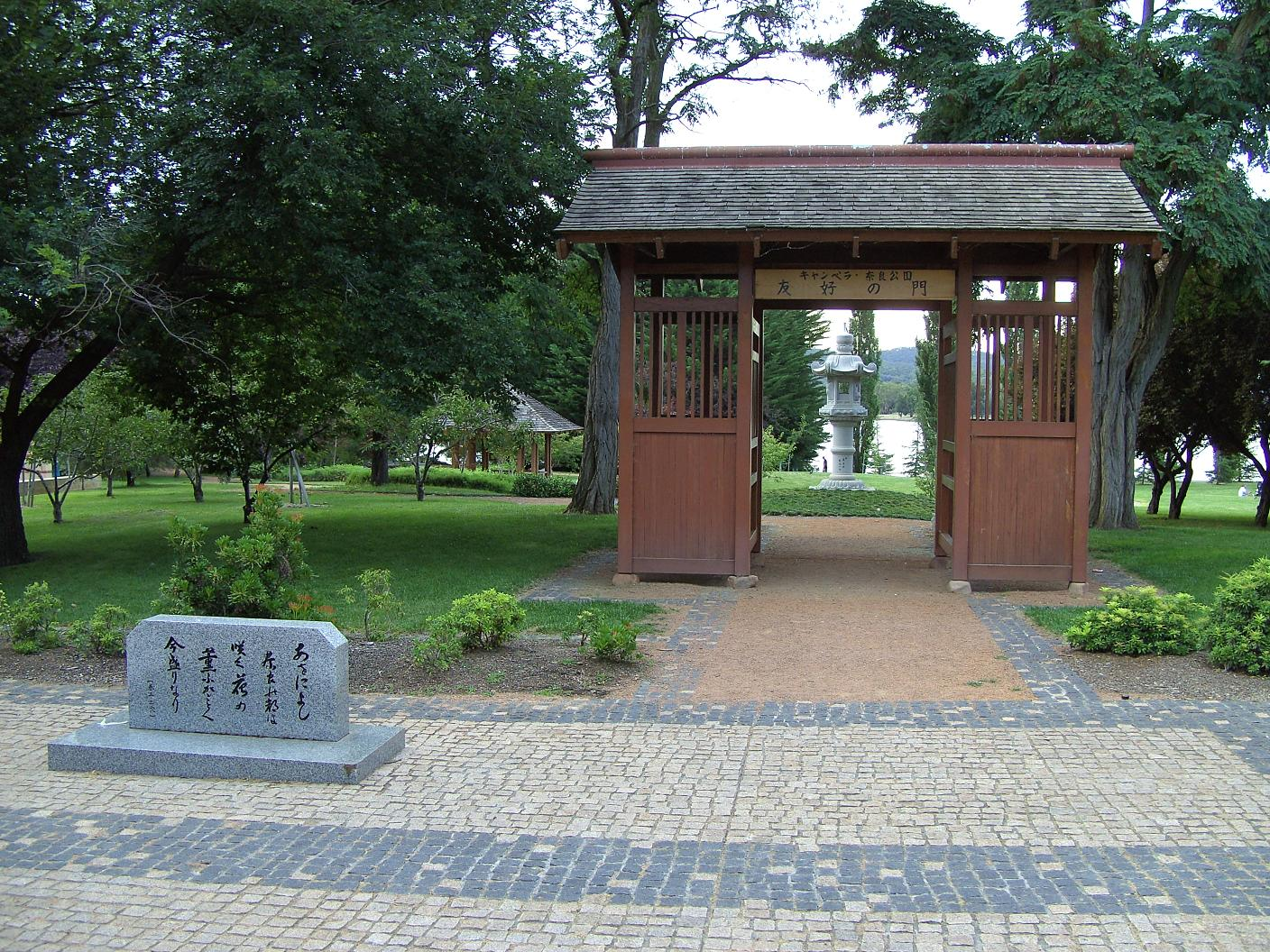
Lanterna de pedra de Kasuga presentat en 1997 per a la ciutat-germana de Nara, Camberra
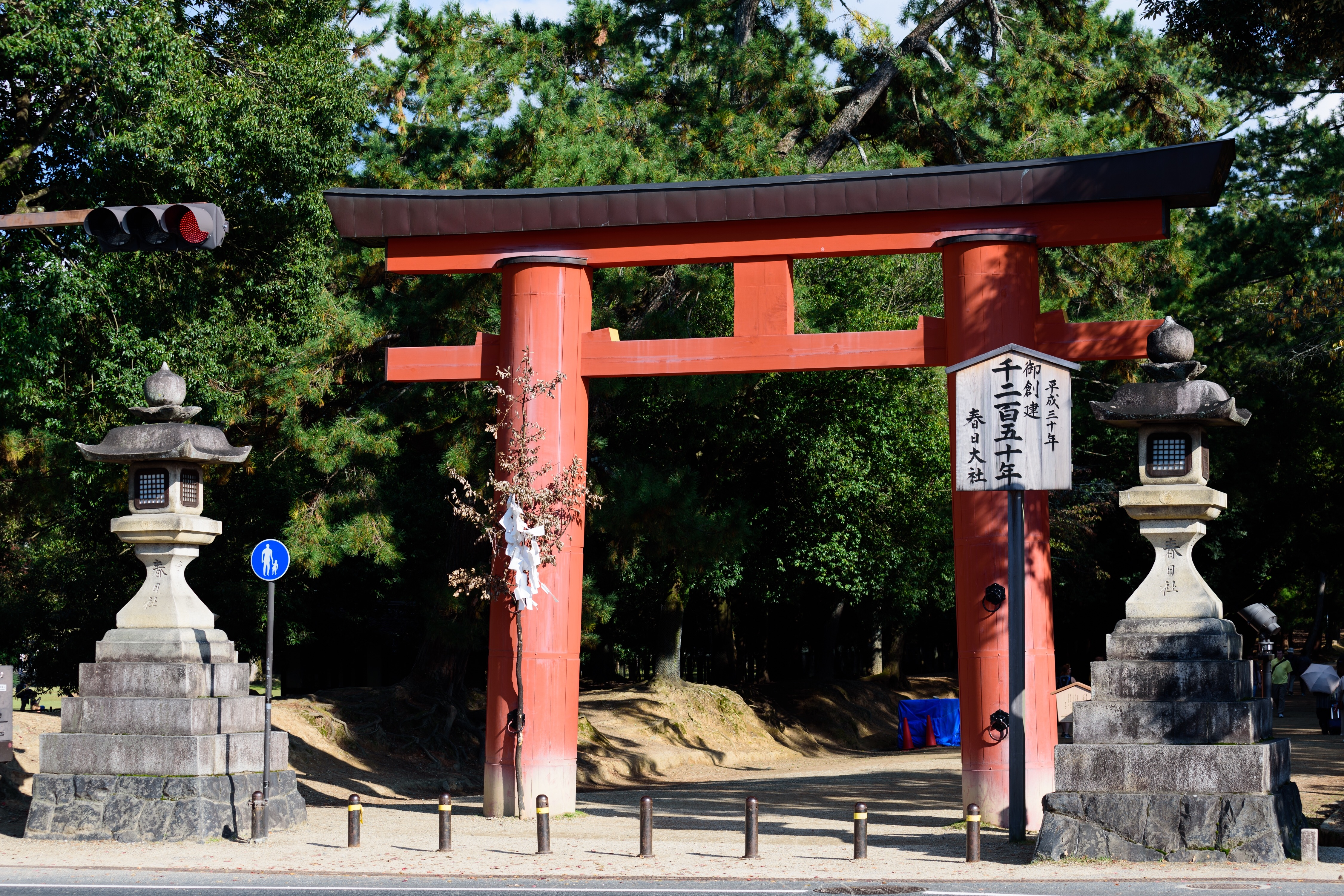
Ichi-en el-Torii
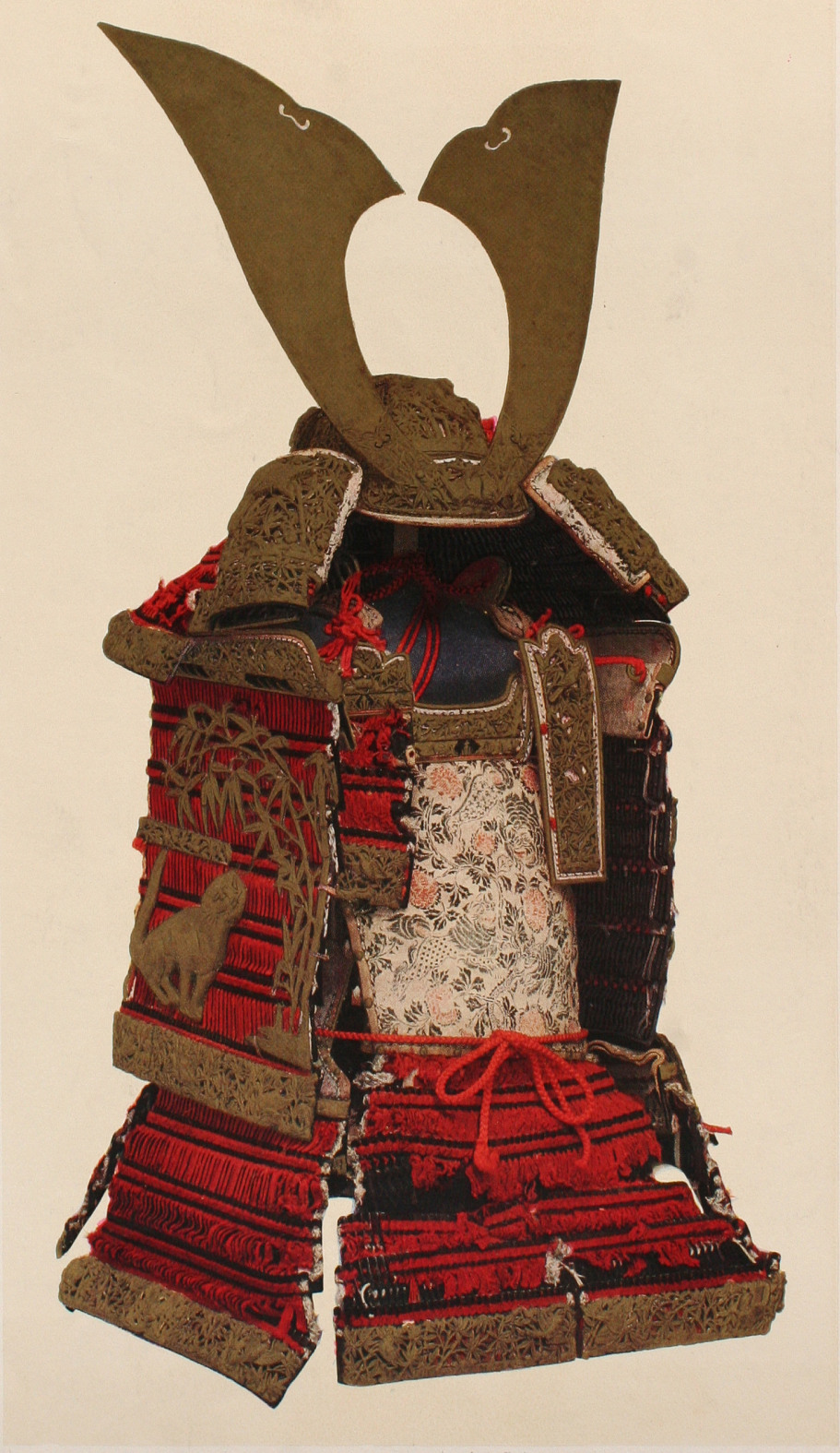
Armadura lligada amb cordes roges amb motius de bambú, tigre i ocell;, amb el casc; sembla que fou dedicat a Minamoto en el Yoshitune; una de dues armadures semblants a Kasuga-taisha, 1185, del període Kamakura